# Аун Сан Су Чжи
До Аун Сан Су Чжи (бирм. အောင်ဆန်းစုကြည် [àʊɴ sʰáɴ sṵ tɕì]; род. 19 июня 1945) — мьянманский политический, государственный и партийный деятель, лидер правившей «Национальной лиги за демократию», де-факто возглавляла правительство Мьянмы с 2016 года и вплоть до последнего переворота, устроенного генералом Мин Аун Хлайном в 2021 году. Лауреат Нобелевской премии мира в 1991 году. С 2016 по 2021 год — министр иностранных дел Мьянмы и государственный советник (должность, примерно соответствующая премьер-министру). Лидер Гражданского неповиновения Мьянмы, на 2023 год официальная политическая заключённая. С 16 апреля 2021 года занимает должность главы Правительства национального единства Мьянмы (правительство, представляющее оппозицию военной хунте).
Аун Сан Су Чжи, дочь национального героя Аун Сана (основателя Коммунистической партии Бирмы, тесно сотрудничавшего с Японией во время Второй мировой войны).
Занимала специально для неё придуманную должность первого государственного советника из-за невозможности (согласно принятой в 2008 году Конституции) баллотироваться в президенты лицам, имевшим даже в прошлом иностранное гражданство. Аун Сан Су Чжи, как и её покойный муж, английский тибетолог и исследователь истории буддизма Майкл Эйрис, ранее была гражданкой Великобритании.

## Биография
Аун Сан Су Чжи родилась в Рангуне. Её отец Аун Сан, основатель современных вооружённых сил Мьянмы и участник переговоров в 1947 году с Британской империей о независимости Бирмы, был убит вместе с некоторыми другими членами правительства в 1947 году. Аун Сан Су Чжи воспитывалась матерью, известным политиком, Кхин Чжи, у которой, кроме Аун Сан Су Чжи, были ещё двое сыновей.
Мать Аун Сан Су Чжи смогла получить благосклонность нового правительства страны и была назначена послом в Индии в 1960. Дочь последовала за своей матерью и продолжила своё образование за границей, в Нью-Дели. Она окончила колледж в 1964 году. Затем Аун Сан Су Чжи поступила в Колледж Санкт-Хью Оксфордского университета. В 1969 году она получила степень бакалавра в области философии, политики и экономики. После окончания университета Аун Сан Су Чжи жила в Нью-Йорке и работала в ООН 3 года, занимаясь в основном финансовыми вопросами. В 1972 году Аун Сан Су Чжи вышла замуж за тибетолога Майкла Эйриса. В их семье родились два сына: Александр и Ким. Впоследствии Аун Сан Су Чжи получила степень «доктор философии» в Школе восточных и африканских исследований Лондонского университета в 1985 году. Она была избрана почётным членом университета в 1990 году.
В 1988 году Аун Сан Су Чжи вернулась в Бирму, чтобы помогать своей больной матери. Впоследствии она возглавила продемократическое движение. В 1997 году у Майкла Эйриса, проживавшего в Бутане, была диагностирована неизлечимая форма рака простаты. Он обратился к правительству Бирмы с просьбой о встрече с женой, и эта просьба была поддержана Папой Римским Иоанном Павлом II и генсеком ООН Кофи Аннаном. Правительство Бирмы не разрешило ему въехать в страну, чтобы увидеться с женой, и предложило Аун Сан Су Чжи покинуть страну для встречи с ним. Аун Сан Су Чжи не решилась выехать из страны, опасаясь, что военная хунта её не впустит обратно.

## Политическая карьера

### Начало политической карьеры
Одновременно с возвращением Аун Сан Су Чжи в Бирму в 1988 году генерал Не Вин, долгое время бывший военным руководителем Бирмы и главой правящей партии, ушёл в отставку. После ухода генерала массовые демонстрации с требованиями демократии прошли по стране 8 августа 1988 года (8-8-88, день, рассматривавшийся благоприятным). 26 августа 1988 года Аун Сан Су Чжи обратилась с речью к полумиллионному митингу перед Пагодой Шведагон, призывая к установлению демократической власти. Однако волнения, вошедшие в историю как Восстание 8888, были жёстко подавлены. В сентябре новая военная хунта захватила верховную власть в стране.
Используя учения о ненасилии Махатмы Ганди и Мартина Лютера Кинга, а также буддистские концепции, Аун Сан Су Чжи занялась политикой с целью демократизации власти и основала партию «Национальная лига за демократию» 27 сентября 1988 года, но была помещена под домашний арест 20 июля 1989 года. Ей предлагали освобождение, если она покинет страну, но Аун Сан Су Чжи отказалась.

### Выборы 1990 года
В 1990 году военная хунта провела всеобщие выборы в парламент. Партия «Национальная лига за демократию» получила 59 % голосов, что принесло ей 80 % мандатов в парламенте. Возглавлявшей партию Аун Сан Су Чжи запретили выставлять свою кандидатуру на выборах, поэтому она не заняла депутатское место. Несмотря на это обстоятельство, Аун Сан Су Чжи пророчили стать премьер-министром нового правительства. Однако результаты выборов были отменены, и военная хунта отказалась отдавать власть. Аун Сан Су Чжи осталась под домашним арестом в своём доме в Янгоне. В это время она была награждена Европейским парламентом Премией имени Сахарова и годом позже Нобелевской премией мира. За Су Чжи Нобелевскую премию получили её сыновья.

### Нападение 1996 года
9 ноября 1996 года автоколонна, в которой ехала Аун Сан Су Чжи с другими лидерами «Национальной лиги за демократию», была атакована в Янгоне. Около 200 человек, вооружённых железными цепями, дубинками и камнями, разбили машины лидеров партии. Есть версия, что нападавшие были оплачены военным правительством. «Национальная лига за демократию» подала официальную жалобу в полицию, было возбуждено следствие, которое ни к чему не привело.

### Домашний арест
Аун Сан Су Чжи провела под домашним арестом по разным обвинениям 15 лет с 1988 по 2010. Когда она была под арестом, ей запрещали встречаться со сторонниками партии и международными посетителями. В одном интервью она заявила, что, пока она находилась под домашним арестом, она тратила всё время на чтение философских, политических книг и на игру на пианино.
Средствам массовой информации было запрещено посещать Аун Сан Су Чжи, однако встречи с ней проводили представители правительства. Так, 26 сентября 1994 она встретилась с генералом Тан Шве, председателем военной хунты. Несколько раз во время ареста здоровье Аун Сан Су Чжи ухудшалось, и в результате её госпитализировали.
Правительство Мьянмы держало Аун Сан Су Чжи под домашним арестом потому что рассматривало её как человека, «способного подорвать мир и стабильность общества». Против Аун Сан Су Чжи была использована одна из статей Акта о государственной защите от 1975, которая даёт властям право без санкции суда лишать граждан свободы сроком до 5 лет. Аун Сан Су Чжи постоянно пыталась оспорить её задержания, многие нации и политики выступали за её освобождение и освобождение 2100 других заключённых в стране. 12 ноября 2010, через день после победы на первых за 20 лет выборах созданной хунтой партии «Союз солидарности и развития», правительство согласилось освободить Аун Сан Су Чжи.

### Участие ООН
ООН пыталась выстроить диалог между хунтой и Аун Сан Су Чжи. 6 мая 2002 года после секретных переговоров, проведённых ООН, правительство освободило Аун Сан Су Чжи, а представитель правительства заявил, что она свободна, потому что они могут доверять друг другу. Аун Сан Су Чжи объявила о новом рассвете для страны. Однако 30 мая 2003 во время бойни в Дипэине, похожей на атаку в 1996, толпа, предположительно спонсированная государством, напала на караван оппозиционерки недалеко от города Депэин в округе Сикайн, ранив и убив многих её сторонников. Аун Сан Су Чжи скрылась с места происшествия с помощью своего водителя, но через некоторое время была арестована. Правительство заключило её в тюрьму в Янгоне, заявив, что это сделано для защиты женщины от политических беспорядков. После того как ей удалили матку, правительство опять поместило её под домашний арест.
В 2006 году заместитель Генерального секретаря ООН Ибрахим Гамбари встретился с Аун Сан Су Чжи. 2 октября 2007 года Гамбари вернулся для проведения переговоров с Аун Сан Су Чжи и генералом Тан Шве, который вместе с другими членами высшего руководства принял его в городе Нейпьидо. Государственное телевидение показало Аун Сан Су Чжи и Гамбари и заявило, что они встретились дважды. Это было первое появление Аун Сан Су Чжи в СМИ за предыдущие 4 года.
18 января 2007 года государственное издание «Новый свет Мьянмы» обвинило Аун Сан Су Чжи в уклонении от уплаты налогов при использовании средств от Нобелевской премии мира. Обвинение последовало после того, как Совет Безопасности ООН вследствие жёсткой оппозиции КНР отклонил американскую резолюцию, которая объявляла военную хунту Бирмы угрозой для международной безопасности.
3 июля 2009 года Генеральный секретарь Пан Ги Мун отправился в Мьянму, чтобы добиться от правительства страны начала демократических реформ и освобождения оппозиционеров. Покидая Мьянму, Пан Ги Мун выразил своё недовольство тем, что генерал Тан Шве не позволил ему провести встречу с Аун Сан Су Чжи.
В середине ноября 2010 года, когда Аун Сан Су Чжи была отпущена из-под ареста, Пан Ги Мун связался с оппозиционеркой по телефону, поздравил её с освобождением и призвал правительство продолжать демократические реформы в стране. В конце апреля — начале мая 2012 состоялся очередной визит Генерального секретаря в Мьянму. Пан Ги Мун отметил движение страны по пути демократических реформ и указал на необходимость дальнейшей демократизации. На встрече с избранной в парламент Аун Сан Су Чжи он назвал её «символом надежды для всего мира».

### Освобождение в 2010 году

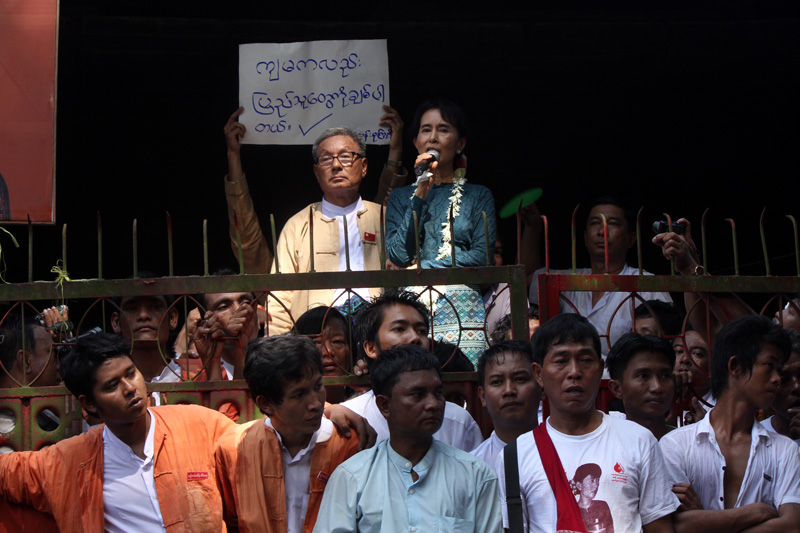
Аун Сан Су Чжи выступает перед сторонниками НЛД 14 ноября 2010
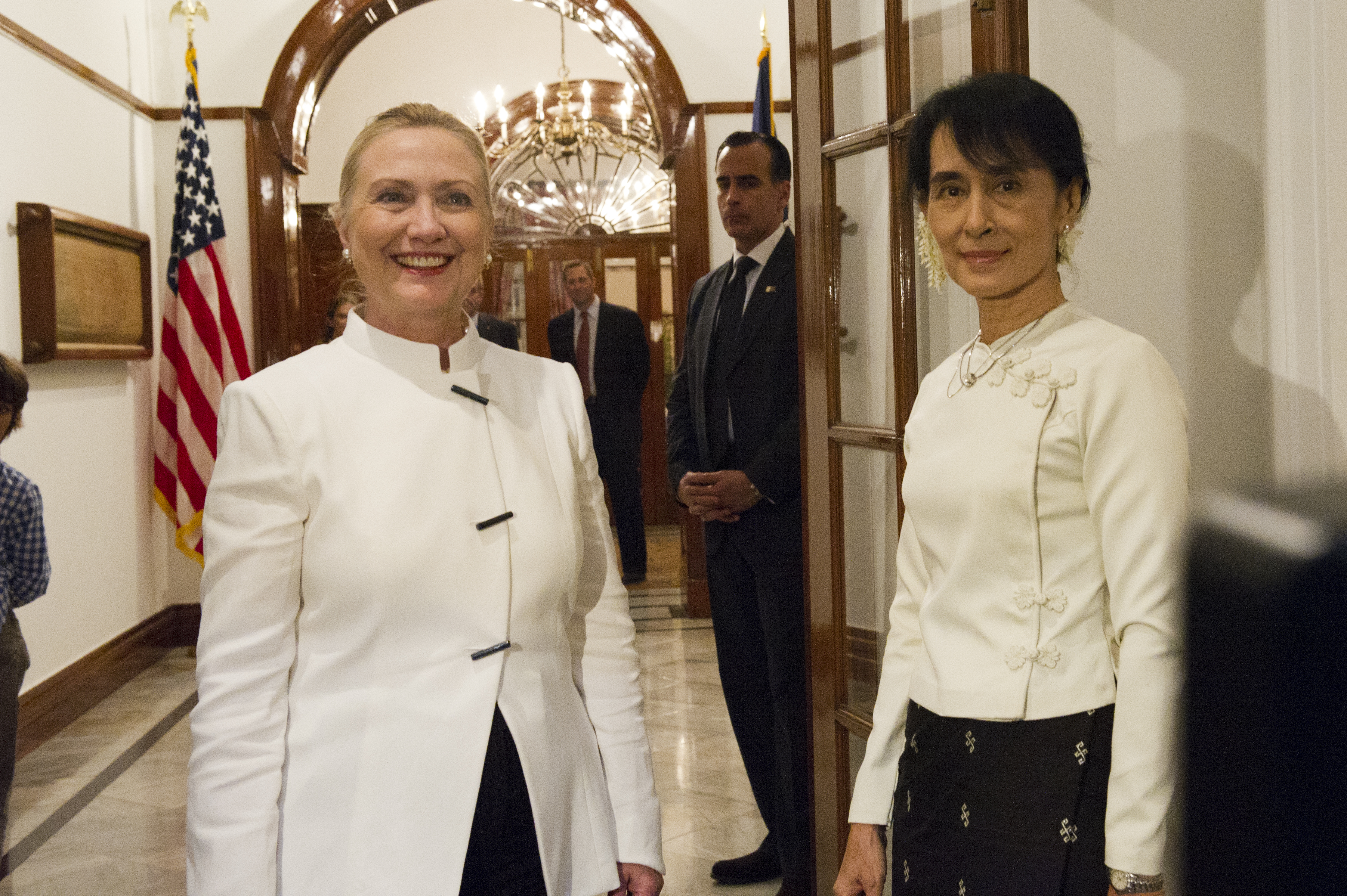
Аун Сан Су Чжи на встрече с Госсекретарём США Хиллари Клинтон 1 декабря 2011
Встреча Аун Сан Су Чжи с Президентом США Бараком Обамой в сентябре 2012

13 ноября 2010 года Аун Сан Су Чжи была освобождена из-под домашнего ареста. Эта дата была определена судом в августе 2009. Освобождение произошло через 6 дней после всеобщих выборов в Мьянме. Выйдя на свободу, Аун Сан Су Чжи выступила перед демонстрацией своих сторонников. Лауреатка Нобелевской премии мира находилась в заключении 15 из последних 20 лет. Государственное издание «Новый свет Мьянмы» отозвалось на её освобождение положительно, заявив, что она заслужила помилование своим хорошим поведением.
Сын оппозиционерки Ким Арис получил визу на въезд в страну в ноябре 2010 года сразу после освобождения матери. Это была для него первая возможность за 10 лет встретиться с Аун Сан Су Чжи. Он посетил её ещё раз 5 июля 2011 года чтобы сопровождать её во время поездки в Паган, первой с 2003 года поездки оппозиционерки за пределы Янгона.
В ноябре 2011 года на встрече лидеров «Национальной лиги за демократию» было решено участвовать в довыборах в парламент. После этого решения Аун Сан Су Чжи участвовала в телефонной конференции с Президентом Соединённых Штатов Америки Бараком Обамой. Политики договорились, что Госсекретарь США Хиллари Клинтон прибудет в Мьянму. 1 декабря 2011 года Су Чжи встретилась с Хиллари Клинтон в резиденции американских дипломатов в Янгоне. А 21 декабря 2011 года премьер-министр Таиланда Йинглак Чиннават посетила Су Чжи, и это стало первой встречей мьянмарской оппозиционерки с первыми лицами зарубежных стран.
Аун Сан Су Чжи была удостоена высшей награды Франции Ордена Почётного легиона. Награду вручил специально приехавший министр иностранных дел Французской республики Ален Жюппе.

### Довыборы 2012 года
18 января 2012 года Аун Сан Су Чжи зарегистрировалась кандидатом в Палату представителей (нижнюю палату) парламента Мьянмы на довыборах, которые должны были состояться 1 апреля. Ей пришлось вести борьбу против кандидата от правящего «Союза солидарности и развития».
14 марта Аун Сан Су Чжи впервые выступила на государственном телевидении. Она призвала к политическим реформам, уважению прав человека и созданию независимой судебной системы. Часть речи, касавшаяся власти военных, была подвергнута цензуре.
Аун Сан Су Чжи несколько раз обращала внимание властей и мировой общественности на большое количество нарушений в ходе предвыборной кампании. Она указывала на давление на оппозиционных кандидатов со стороны властей, попытки помешать вести избирательную кампанию, махинации с избирательными списками. Однако «Национальная лига за демократию» решила не выходить из избирательной гонки, объясняя это стремлением к единству страны.
1 апреля 2012 года «Национальная лига за демократию» объявила, что Аун Сан Су Чжи победила в борьбе за депутатское кресло. Позже Объединённая избирательная комиссия подтвердила её победу и заявила, что оппозиционная партия победила в 43 из 45 округов, где проходили выборы. Предполагалось, что депутаты вступят в должность 23 апреля, но оппозиционные парламентарии отказались принимать присягу, потому что в её тексте есть обязательство защищать конституцию. По их мнению, присяга должна быть изменена и содержать только обещание уважать конституцию.
2 мая 2012 года депутаты от «Национальной лиги за демократию» приняли присягу, несмотря на то, что слова не были изменены. Оппозиционные политики решили, что они смогут сделать больше, присоединившись к законодателям, чем продолжая бойкот. Это решение как проявление политической гибкости было высоко оценено Генеральным секретарём ООН Пан Ги Муном.

### Выборы 2015 года
8 ноября 2015 года в Мьянме прошли парламентские выборы. Окончательные результаты избирательная комиссия объявила 13 ноября. Национальная лига за демократию завоевала большинство голосов в обеих палатах парламента. Имея 329 мест в парламенте, она имеет возможность назначать правительство и президента страны. Согласно переходной конституции, четверть мест в парламенте отведены представителям вооружённых сил, и они сохранят своё влияние на политические решения. Армия Мьянмы и действующий лидер генерал Тейн Сейн пообещали обеспечить мирную передачу власти. Однако сама Аун Сан Су Чжи в соответствии с недавно введёнными конституционными ограничениями не может занять пост президента, так как её муж — британец, а взрослые дети имеют гражданство других государств.
С 30 марта 2016 года — министр иностранных дел. 6 апреля 2016 года назначена государственным советником Мьянмы. Эта новая должность, соответствующая премьер-министру, позволяет работать во всех областях управления, а также выступать в качестве связующего звена между исполнительной и законодательной ветвями власти.

### Военный переворот в 2021 году и арест
1 февраля 2021 года Аун Сан Су Чжи была задержана в результате военного переворота.
Постановление суда от 1 февраля санкционировало её задержание на 15 дней. В нём указано, что солдаты, обыскавшие её дом в Нейпьидо, обнаружили импортированное оборудование связи без надлежащих документов. В тот же вечер Аун Сан Су Чжи была переведена под домашний арест, а 3 февраля ей было предъявлено официальное обвинение в незаконном ввозе десяти или более раций. По информации New York Times, это обвинение «перекликается с предыдущими обвинениями в эзотерических преступлениях», которые военные использовали против критиков и соперников. Аун Сан Су Чжи содержится без связи с внешним миром, а 26 февраля в руководстве партии «Национальная лига за демократию» сообщили, что с 20 февраля политик вывезена в неизвестном направлении.
1 марта политик впервые появилась на публике, участвуя в судебном заседании по видеосвязи. Аун Сан Су Чжи предъявили новые обвинения: в использовании незаконных средств связи и возбуждении в обществе чувства «страха и тревоги». Кроме того, её по-прежнему обвиняют в незаконном ввозе радиопередатчиков, которые нашли у неё дома, и в нарушении закона о чрезвычайных ситуациях.
6 декабря 2021 года суд в Нейпьидо на закрытом заседании приговорил Аун Сан Су Чжи к четырём годам тюремного заключения по обвинению в «подстрекательстве к беспорядкам» и нарушении санитарно-эпидемиологических правил, введённых в связи с пандемией COVID-19. По данным Reuters, обвинения в подстрекательстве были связаны с письмом, которое партия «Национальная лига за демократию» разослала иностранным посольствам в Мьянме вскоре после февральского переворота, призывая их не признавать военный режим. Второе обвинение было связано с нарушением эпидемиологических протоколов во время избирательной кампании 2020 года. Через несколько часов военные власти страны смягчили приговор до двух лет заключения. Приговор осудили правозащитные организации, Верховный комиссар ООН по правам человека Мишель Бачелет и госсекретарь США Энтони Блинкен.
Позже её приговорили ещё к четырём годам тюрьмы. Приговор был вынесен по нескольким обвинениям, в том числе в хранении нелицензионных раций. Нобелевский комитет назвал приговор политически мотивированным.
15 августа 2022 года её приговорили ещё к шести годам тюрьмы по обвинениям в коррупции, доведя общий срок наказания до 17 лет. В сентябре 2022 года она была признана виновной в фальсификации выборов и нарушении закона о государственной тайне и приговорена в общей сложности к шести годам тюремного заключения по обоим обвинениям, увеличившим её общий срок до 23 лет лишения свободы. К 12 октября 2022 года она была приговорена к 26 годам лишения свободы в общей сложности по десяти обвинениям, включая пять обвинений в коррупции. 30 декабря 2022 года судебный процесс над ней завершился вынесением ещё одного обвинительного приговора и дополнительным приговором к семи годам лишения свободы за коррупцию. Окончательный приговор Аун Сан Су Чжи — 33 года тюрьмы.
1 августа 2023 года военная хунта частично помиловала Су Чжи, сократив её приговор до 27 лет лишения свободы.

## Награды и звания
В списке, составленном журналом «New Statesman» в 2006 году, она была признана первой «Героиней нашего времени».
В 2007 году по решению канадского парламента Аун Сан Су Чжи было присвоено почётное гражданство Канады. В 2018 году канадский парламент лишил Аун Сан Су Чжи почётного гражданства из-за её отказа высказаться против геноцида мусульманского меньшинства рохинджа, проводимого военными.
В 2008 году она была награждена одной из высших наград США — Золотой медалью Конгресса.
В 2009 году была выбрана «послом совести» Amnesty International. В 2018 году была лишена этого звания в связи с отрицанием ею геноцида рохинджа.
В 2013 году награждена серебряной медалью председателя Сената Чехии.
Специальный почётный вице-президент Социнтерна.
Была удостоена Международной премии Низами Гянджеви Международного центра Низами Гянджеви.

## В культуре
Аун Сан Су Чжи посвящена песня Walk On группы U2.
В 2011 году вышел биографический фильм режиссёра Люка Бессона «Леди» по сценарию Ребекки Фрейн. В роли Аун Сан Су Чжи — Мишель Йео.